# 타라스프
타라스프(독일어: Tarasp)는 스위스 그라우뷘덴주 인 지구에 있는 옛 지방 자치체이다.

## 인구
역사적으로 인구 변화는 다음의 표와 같다:
| 연도 | 인구 |
| ---- | ---- |
| 1630 | 242  |
| 1835 | 403  |
| 1850 | 357  |
| 1900 | 278  |
| 1950 | 307  |
| 2000 | 328  |

## 언어
| 타라스프의 언어 |                 |                 |                 |                 |                 |                 |
| 언어            | 1980년 인구조사 | 1980년 인구조사 | 1990년 인구조사 | 1990년 인구조사 | 2000년 인구조사 | 2000년 인구조사 |
| 언어            | 수              | 백분율          | 수              | 백분율          | 수              | 백분율          |
| 독일어          | 138             | 47.10%          | 125             | 51.87%          | 172             | 52.44%          |
| 로만슈어        | 129             | 44.03%          | 102             | 42.32%          | 126             | 38.41%          |
| 이탈리아어      | 8               | 2.73%           | 8               | 3.32%           | 8               | 2.44%           |
| 인구            | 293             | 100%            | 241             | 100%            | 328             | 100%            |